# Czeriewkowo (obwód archangielski)
Czeriewkowo (ros. Черевково) – wieś (sieło) w Rosji, w obwodzie archangielskim, w rejonie krasnoborskim. W 2010 liczyła 1005 mieszkańców.